# L'Incroyable Hulk
Cet article concerne la série télévisée. Pour le film de 2008, voir L'Incroyable Hulk (film).
Pour les articles homonymes, voir Hulk (homonymie).
L'Incroyable Hulk (The Incredible Hulk) est une série télévisée américaine en 79 épisodes de 47 minutes, plus six téléfilms de 95 minutes, créée en 1977 par Kenneth Johnson. Elle est adaptée de la série de comic-books Hulk publiée par l'éditeur américain Marvel Comics.
Les deux premiers téléfilms ont précédé la série, qui fut diffusée entre le 4 novembre 1977 et le 12 mai 1982 sur le réseau CBS. Le troisième téléfilm (1978) a ensuite été scindé pour constituer l’épisode double lançant la deuxième saison ; après son annulation, la série a été prolongée par trois téléfilms supplémentaires diffusés sur NBC en 1988, 1989 et 1990.
En France, les premier et troisième téléfilms ont bénéficié d'une sortie au cinéma, respectivement les 13 juin 1979 et 30 janvier 1980. Le 2e téléfilm, inédit en France, est disponible en VO dans le coffret DVD de la saison 1. À la télévision, un premier lot de treize épisodes a été diffusé du 20 décembre 1980 au 14 mars 1981 dans le cadre de l'émission Au plaisir du samedi sur TF1, puis en 1984. La série revient ensuite sur M6, de 1987 à la fin 1992, pour être rediffusée sur France 3, RTL TV, 13e rue, RTL9, AB1 et NRJ 12, puis sur Paramount Channel France dès le 4 novembre 2019, en version remastérisée HD.
La Cinq a assuré la première diffusion des téléfilms inédits.
Au Québec, les téléfilms sont aussi sortis au cinéma à partir du 15 décembre 1979, et la série a été diffusée à partir du 18 septembre 1981 à la Télévision de Radio-Canada, puis rediffusée sur la chaîne Prise 2, de 2006 à 2008.

## Synopsis
« Le docteur David Banner, médecin et homme de science, cherchant à canaliser les forces occultes que recèle tout être humain, voit un jour la chimie de son organisme modifiée par une émission trop forte de rayons gamma. Depuis, lorsqu’il ressent une offense ou un choc émotionnel, une saisissante métamorphose s’opère. La créature qu’il devient, animée par la rage, soulève l’inlassable curiosité d’un journaliste. La créature est recherchée pour un meurtre qu’elle n’a pas commis. David Banner est officiellement mort et il doit le rester aux yeux de tous jusqu’à ce qu’il arrive à contrôler la fureur dévastatrice qui sommeille en lui. »

— Texte (en version française) de l'accroche du générique, dit en voix-off au début de chaque épisode de la série.
Un médecin et scientifique américain, le docteur David Banner qui travaille à l'Institut Culver, est traumatisé par l'accident de voiture qui a tué Laura, son épouse bien-aimée. Lors de l'accident, Banner était arrivé à s'extraire du véhicule en feu mais n'avait pas réussi à libérer son épouse du brasier, n'ayant pas eu assez de force pour soulever la voiture.
Hanté par son incapacité à sauver son épouse, Banner, en partenariat avec le docteur Elaina Harding Marks qui travaille également à l'institut, mène une étude sur des personnes qui, en situation de danger ou de stress extrême, ont développé une force surhumaine pour sauver leurs proches. Après des mois de travail, les deux seuls facteurs communs significatifs qu'ils peuvent trouver entre les sujets sont des engagements émotionnels extrêmes, et un pourcentage anormalement élevé de la combinaison adénine/thymine dans leur ADN — une explication insuffisante, puisque le docteur Banner a des niveaux encore plus élevés d'adénine/thymine que l'un des sujets, mais celui-ci a été incapable de développer la force dont il avait besoin pour sauver Laura lors de l'accident.
En travaillant à son laboratoire tard une nuit, Banner émet l'hypothèse que des niveaux élevés de rayonnement gamma provenant des taches solaires contribuent à l'augmentation de la force des sujets. En étudiant une carte de l'activité gamma, il découvre que tous les sujets ont accompli leurs exploits pendant des périodes de forte activité gamma, tandis que la mort de son épouse s'est produite pendant une période de faible activité gamma.
Impatient de tester sa théorie, Banner mène alors une expérience non supervisée dans le laboratoire, bombardant son propre corps de rayons gamma. Mais, à l'insu de Banner, l'équipement qu'il utilise a été amélioré, ce qui l’amène à s'administrer accidentellement une surdose de rayonnement gamma (près de 2 millions d'unités, au lieu de 300 000). Cependant, Banner ne montre aucun signe d'augmentation immédiate de sa force et, frustré, quitte le laboratoire.
En rentrant chez lui en voiture, un orage éclate. Pendant le trajet, sa frustration culmine lorsqu'il heurte un objet qui lui fait crever un pneu. Se blessant à la main en essayant de changer la roue, la colère et le stress déclenchent chez lui sa transformation en une créature verte à la musculature hypertrophiée, et d'une extrême violence. Dès lors, à chaque fois qu'il est sous le coup de la colère, de la douleur ou d'un stress, Banner devient la créature appelée « Hulk ». Malheureusement, le docteur Banner est incapable de contrôler la violence du monstre qui dort en lui et, lorsqu'il retrouve ses esprits, ne se rappelle pas des actions commises par son double.
Un homme et sa fille qui campaient en forêt signalent à la police avoir été attaqués par un monstre. Jack McGee, un journaliste du National Register de Chicago, ayant entendu ce récit, décide de mener sa propre enquête. Dans le même temps, le docteur Elaina Marks, chez qui Banner s'est réfugié après sa première métamorphose, est témoin de sa seconde transformations alors qu'il dormait ; elle tente de le guérir. Mais le laboratoire explose accidentellement et Marks meurt dans les bras de Hulk. McGee accuse le monstre vert du meurtre des docteurs Marks et Banner (le corps de ce dernier n'ayant pas été retrouvé après l'incendie) alors que c'est lui qui a accidentellement provoqué l'explosion du laboratoire lorsqu'il a été découvert par Banner alors qu'il espionnait les deux scientifiques.
David Banner décide alors de se faire passer pour mort et parcourt le pays à la recherche d'un remède à la malédiction qui le frappe, aidant au passage des personnes en difficulté. Mais il sera traqué par McGee car celui-ci est persuadé que Hulk est un meurtrier, le journaliste étant bien décidé à capturer le monstre pour obtenir le scoop du siècle.
Se demandant comment un monstre vert de deux mètres de haut peut passer ainsi inaperçu dans la foule, McGee découvre plus tard que celui qu'il a surnommé « Hulk » est en fait un humain qui se transforme, et voudra à tout prix découvrir son identité. Son journal, le National Register, offre une récompense de 10 000 dollars pour toute aide permettant la capture de Hulk.

## Distribution
- Bill Bixby (VF : Daniel Gall ; VQ : Mario Desmarais) : le docteur David Bruce Banner[N 1]
- Lou Ferrigno : L'incroyable Hulk[5]
- Jack Colvin (VF : Jean-Louis Maury ; VQ : Jean Brousseau) : le journaliste Jack McGee

 Source et légende : version québécoise (VQ) sur Doublage.qc.ca
Le journaliste Jack McGee est un personnage récurrent ; il apparaît dans quatre téléfilms entre 1977 et 1988, et dans 44 épisodes sur les 79 que compte la série, entre 1978 et 1982.
Seules les saisons 1 et 2, ainsi que les 8 premiers épisodes de la saison 3, comportent un doublage français tandis que le reste de la série n'a été doublé qu'en version québécoise.

## Liste des épisodes

### Téléfilms (1977-1978)
- L'Incroyable Hulk (The Incredible Hulk) 90 minutes
- Death in the Family (inédit en France, Puis sortie en DVD) 95 minutes
- Hulk revient (diffusé sous le titre Mariés à la télévision ; titres VO : Married ou Bride of the Incredible Hulk) 95 minutes

### Première saison (1978)
1. Dernier Round (The Final Round)
2. Les Captifs (The Beast Within)
3. Meurtre au féminin (Of Guilt, Models and Murder)
4. Terreur à Times Square (Terror in Times Square)
5. 747 (747) - inédit en France mais sorti en DVD
6. Las Vegas (The Hulk Breaks Las Vegas)
7. Le Camion fou (Never Give a Trucker an Even Break)
8. Un bébé (Life and Death)
9. Séisme (Earthquake's Happen)
10. Embarquement clandestin (The Waterfront Story)

### Deuxième saison (1978-1979)
1. Mariés (Married) 95 minutes[7]
2. Le Monstre (The Antowuk Horror)
3. Ricky (Ricky)
4. Remède de cheval (Rainbow's End)
5. Un enfant en danger (A Child in Need)
6. Le Retour du maître (Another Path)
7. Delirium (Alice in Disco Land)
8. L'Instinct du crime (Killer Instinct)
9. Hulk à la une (Stop the Presses)
10. Évasion à Los Santos (Escape from Los Santos)
11. Sabotage (Wildfire)
12. Le Solitaire (A Solitary Place)
13. Comme un frère (Like a Brother)
14. Obsession (The Haunted)
15. L'Homme mystère [1/2] (Mystery Man - Part 1)
16. L'Homme mystère [2/2] (Mystery Man - Part 2)
17. Le Disciple (The Disciple)
18. L'Évasion (No Escape)
19. La Tombe sacrée (Kindred Spirits)
20. La Confession (The Confession)
21. La Chambre sourde (The Quiet Room)
22. Vendetta (Vendetta Road)

### Troisième saison (1979-1980)
1. Hallucinations (Metamorphosis)
2. Folie furieuse (Blind Rage)
3. La Surdouée (Brain Child)
4. La Tombe (The Slam)
5. Le Marchand d'illusion (My Favorite Magician)
6. Rodéo (Jake)
7. Pour sauver Majestic (Behind the Wheel)
8. Le Retour (Homecoming)
9. Le Piège (The Snare)
10. Babalao (Babalao)
11. Captifs dans la nuit (Captive Night)
12. Double face (Broken Image)
13. Cauchemars (Proof Positive)
14. Miroir de l'âme (Sideshow)
15. Les Motards (Long Run Home)
16. Anges déchus (Falling Angels)
17. La Loterie (The Lottery)
18. Prémonition (The Psychic)
19. Chères Amies (A Rock and a Hard Place)
20. L'Assassin préfère les blondes (Deathmask)
21. Équinoxe (Equinox)
22. Les Bons voisins (Nine Hours)
23. La Part du feu (On the Line)

### Quatrième saison (1980-1981)
1. Prométhée [1/2] (Prometheus - Part 1)
2. Prométhée [2/2] (Prometheus - Part 2)
3. En chute libre (Free Fall)
4. Expérience non concluante (Dark Side)
5. Prémonition (Deep Shock)
6. Mort ou vif (Bring Me the Head of the Hulk)
7. Voie rapide (Fast Lane)
8. Sans rancune Eddie Cain (Goodbye Eddie Cain)
9. Le Roi de la plage (King of the Beach)
10. Le Musée de cire (Wax Museum)
11. Vent d'est (East Winds)
12. Copie conforme [1/2] (The First - Part 1)
13. Copie conforme [2/2] (The First - Part 2)
14. La Différence (The Harder They Fall)
15. Les Confidences de Hulk (Interview with the Hulk)
16. Sur le ring (Half Nelson)
17. Le Fils de Rachel (Danny)
18. Rue de la mode (Patterns)

### Cinquième saison (1981-1982)
1. Coup de circuit (The Phenom)
2. Les Deux marraines (Two Godmothers)
3. Vétéran (Veteran)
4. Le Droit d'asile (Sanctuary)
5. Possession (Triangle)
6. Les Esclaves (Slaves)
7. État d'alerte (A Minor Problem)

### Téléfilms (1989-1990)
- Le Retour de l'incroyable Hulk (The Incredible Hulk Returns, 1988) 95 minutes
- Le Procès de l'incroyable Hulk (The Trial of the Incredible Hulk, 1989) 95 minutes
- La Mort de l'incroyable Hulk (The Death of the Incredible Hulk, 1990) 95 minutes

À noter que, dans ces téléfilms, apparaissent notamment les personnages de Thor et Daredevil.
Bill Bixby devait réaliser la suite de La Mort de l’incroyable Hulk en 1993, sous le titre La Résurrection de l'incroyable Hulk, toujours avec Lou Ferrigno et peut-être avec Jack Colvin (qui était malade à l’époque). Le projet fut annulé à la suite du décès de Bill Bixby.[réf. souhaitée]

## Commentaires

### Production
Le producteur de la série, Kenneth Johnson (il a notamment produit L'Homme qui valait trois milliards et la série V), prit très au sérieux le matériel de base, le personnage de Hulk imaginé en 1963 par Stan Lee et Jack Kirby pour Marvel Comics. Passionné par Les Misérables de Victor Hugo, le projet de Johnson était de greffer des éléments du roman de Hugo au concept de Hulk, avec un David Banner/Hulk ressemblant au personnage de Jean Valjean et le journaliste Jack McGee étant modelé sur l'inspecteur Javert.
De fait, la série s'éloigne sensiblement de l'esprit du comic book original, suivant davantage un canevas mélodramatique proche de celui de la série Le Fugitif diffusée à partir de 1963 aux États-Unis, où le héros erre lui aussi de ville en ville sous une fausse identité, rencontrant de nouveaux personnages et enjeux à chaque épisode. Amateur sincère du personnage de Hulk, Kenneth Johnson paradoxalement n'aimait pas la bande dessinée de Marvel et voulait avant tout proposer une histoire « réaliste » .
Étant donné qu'il n'avait que faire du comic book original, Johnson voulut au début faire de Hulk une créature rouge — selon lui une couleur plus appropriée pour illustrer la colère, mais Stan Lee et Universal studios insistèrent pour garder la couleur verte originale, jugée indissociable du personnage. Par ailleurs, à l'écran, et contrairement à la bande dessinée originale, Hulk ne parle pas mais grogne, au désespoir de l'acteur Lou Ferrigno qui l'incarnait, ce dernier suppliant en vain Johnson de lui donner la parole .
Cette formule fut cependant la bonne puisque la série resta sur les ondes de CBS pendant cinq saisons jusqu'en 1982, et restera l'une des seules véritables réussites pour une fiction tirée du catalogue Marvel jusqu'à la sortie du film Blade en 1998 .

### Bill Bixby
- Bill Bixby interdisait à son fils de regarder la série, pour éviter qu'il ait peur en voyant son père se transformer en monstre violent.

### Lou Ferrigno
- À l'origine, l'acteur Richard Kiel, le géant de 2,18 m vu dans L'Espion qui m'aimait et Moonraker[8], avait commencé le tournage de Hulk ; lors de sa première scène où il casse un arbre, Kenneth Johnson trouva qu'il n'était pas assez musclé. Quelques jours plus tard Arnold Schwarzenegger et Lou Ferrigno furent auditionnés pour le rôle de Hulk, mais le premier avec ses 1,88 m était trop petit et ce fut Lou Ferrigno qui l'obtint, grâce à ses 1,94 m[8] (Bill Bixby faisait 1,75 m).
- Lou Ferrigno se levait tous les jours à 5 heures du matin pour faire 2h d'exercices avant le maquillage, qui lui-même durait 2 h 30 pour le transformer en Hulk.
- Pour éviter de trop transpirer, ce qui pouvait enlever le maquillage de Hulk, Lou Ferrigno passa la plupart de son temps dans une roulotte de tournage réfrigérée.
- Lou Ferrigno portait des pantoufles vertes pendant les scènes extérieures pour éviter de se blesser.
- À cause de sa surdité partielle, Ferrigno n'entendit pas « Coupez ! » durant le tournage d'un épisode et projeta à l'autre bout de la pièce un acteur, qui fut hospitalisé à la suite du choc.
- Lou Ferrigno devait quitter la série à la fin de la 3e saison, car il recevait régulièrement des menaces et des défis dans la rue.
- En 1982, dans le neuvième épisode de la première saison[9] de la série L'Homme qui tombe à pic, intitulé Permis de tuer (partie 1/2), Lou Ferrigno fait une apparition dans son propre-rôle, déguisé en Hulk. Le cascadeur Colt Seavers, interprété par Lee Majors, tourne une scène dans laquelle il frappe une actrice. On entend alors des grognements avant que Hulk ne défonce la porte de la chambre et frappe Seavers. Le réalisateur met fin au tournage de la scène mais Seavers, complètement groggy, passera en civière sous les yeux de Ferrigno pendant que celui-ci enlève sa prothèse nasale, son dentier et sa perruque verte.
- Dans le film Hulk (2003) de Ang Lee, deux clins d'œil sont faits à la série : Lou Ferrigno[8] tient le rôle d'un vigile et le personnage de Nick Nolte s'appelle David Banner (en hommage à Bixby).
- Ferrigno apparaît également dans le film L'Incroyable Hulk, en 2008, et prête sa voix (en V.O.) dans les scènes où Hulk parle. Dans ce même film, on aperçoit brièvement Bill Bixby dans une scène où Edward Norton regarde une série des années 1960. De plus, un jeune reporter qu'on aperçoit furtivement porte le nom de Jack McGee. Autre clin d’œil : pendant un court moment, on peut entendre la musique du générique de fin de la série télévisée.
- Ferrigno double à nouveau la voix de Hulk dans le film Avengers et "Avengers : L'Ère d'Ultron".

### David Banner
- Dans les comics, l'alter-ego de Hulk se nomme Bruce Banner. Par contre, dans la série, le prénom Bruce a été remplacé par David. Selon les créateurs de la série, le prénom Bruce avait des connotations trop homosexuelles (il s’agit du prénom usuel, l’état civil complet étant « Robert Bruce Banner » dans les comics et « David Bruce Banner » dans la série).
- David Banner se transforme toujours deux fois à chaque épisode ; la première fois vers le milieu de l'épisode et ensuite vers la fin.

### Hulk
- Les grognements et les rugissements de Hulk sont assurés par les comédiens Ted Cassidy puis Charles Napier.
- À partir du premier épisode (Dernier Round), le visage de Hulk est un peu affiné : Il a des sourcils arrondis, alors qu'il en avait des droits dans les deux premiers téléfilms, et un dentier supérieur un peu moins imposant.

### Jack McGee
- Le journaliste Jack McGee, ennemi juré de Hulk, fut créé d'après Javert, le policier des Misérables[8].
- Le nom « Hulk » vient du journaliste Jack McGee, qui appelle ainsi l’humanoïde en raison de sa taille et de sa musculature (en anglais « hulk » signifie « brute », « mastodonte », « malabar »).
- L’épisode Cauchemars (saison 3) est centré sur Jack McGee. Bill Bixby n’y est présent que dans des flashbacks, dans les cauchemars de McGee.
- Dans La Mort de l'Incroyable Hulk, on ne voit pas Jack McGee car son interprète, Jack Colvin, avait des problèmes de santé.

### Divers
- Dans l'épisode pilote de la série, la scène où Hulk sauve la vie d'une fillette de la noyade puis se fait tirer dessus par le père de celle-ci s'inspire librement d'une scène de Frankenstein[Lequel ?] dans laquelle la créature effectue une action similaire.
- Bill Bixby et Lou Ferrigno sont apparus simultanément à l'écran à trois occasions, tout le temps qu’a duré la série : dans les épisodes Mariés, où Banner essaye de tendre des pièges à Hulk alors qu’il est sous hypnose, Le Roi de la plage, où Banner aide un jeune body-builder joué par Ferrigno, et Hallucinations, où Banner drogué voit Hulk essayer de le tuer.
- Bixby et Ferrigno avaient un arrangement : ils ne devaient pas regarder ce que l'autre avait tourné, de façon à garder l'atmosphère de la série.
- Le premier épisode de la saison 1, Dernier round, raconte l'histoire d'un jeune sparring-partner du nom de Henry Welsh qui tente de se faire un nom dans la boxe. Le concept s'inspire librement de celui de Rocky. Welsh se fait par ailleurs appelé lui-aussi « Rocky ».
- L'épisode intitulé 747 dont l'action se situe dans un avion de ligne permet le recyclage de séquences du film catastrophe 747 en péril, où l'on voit un avion identique, film produit également par Universal.
- Le scénario de l'épisode 7 de la saison 1, « Un camion fou », est très largement inspiré du film Duel (1971), téléfilm de Steven Spielberg. De très nombreuses scènes de poursuites du film ont d'ailleurs été réutilisées pour cet épisode.
- L'épisode 9 de la saison 1, « Séisme » (Earthquake's Happen), dont l'action se situe en ville, permet le recyclage de séquences du film catastrophe Tremblement de terre (1974), film produit également par Universal.
- Bill et Brenda Benet, sa femme dans la vie, ont joué ensemble dans l'épisode 18 de la saison 3, Prémonition. Carla Green-Ferrigno (femme de Lou) fait une apparition dans La Mort de l'incroyable Hulk (la blonde au guichet de la banque qui parle avec David Banner).
- Après sa première diffusion en 1978, la série était décrite par le magazine Starlog comme « une des séries les plus prometteuses ».
- Après seulement sept épisodes, la cinquième saison s'arrête pour cause de baisse d’audience.

## Distinction
- Emmy Award 1979 : meilleure actrice dans une série dramatique pour Mariette Hartley dans le téléfilm Mariés (Married).

## Produits dérivés

### DVD (France)

#### Téléfilms
1. Le Retour de l'incroyable Hulk sorti le 6 mai 2003 chez TF1 Vidéo, réédité le 8 juillet 2008 chez Swift Productions.
2. Le Procès de l'incroyable Hulk sorti le 6 mai 2003 chez TF1 Vidéo, réédité le 8 juillet 2008 chez Swift Productions.
3. La Mort de l'incroyable Hulk sorti le 18 juin 2003 chez Fox vidéo.
4. L'Incroyable Hulk et Hulk revient sortis le 1er juillet 2003 chez Universal.
5. L'Homme mystère sorti le 15 janvier 2009 chez LCJ Éditions et Productions.

#### Série télévisée
Édition LCJ éditions et productions : à partir du 2e coffret, les saisons ne sont pas dans leur intégralité dans chaque coffret. Chacun contient entre 13 et 15 épisodes et la série est complète en 6 coffrets, à raison de 5 DVD par volume.
La série complète est remasterisée et la piste son est uniquement en VF (sauf pour « Death in the Family » et « 747 », disponibles en VO dans le coffret 1 car ils étaient inédits en France).
1. L'Incroyable Hulk, L'intégrale de la Saison 1 sorti le 18 octobre 2007 : ce coffret contient, outre l'intégrale de la saison 1 (10 épisodes), les téléfilms L'Incroyable Hulk, Death in the Family (en VO) et Mariés. (13 épisodes)
2. L'Incroyable Hulk, L'intégrale de la Saison 2 sorti le 23 juin 2008 : bien que figure sur la jaquette « saison 2 », ce coffret ne contient que 15 épisodes (nos 2 à 16) sur les 22 que compte la saison 2. (15 épisodes)
3. L'Incroyable Hulk, Saison 3 sorti le 16 octobre 2008 : épisodes 17 à 22 de la saison 2 + épisodes 1 à 8 de la saison 3. (14 épisodes)
4. L'Incroyable Hulk, Coffret 4 sorti le 15 janvier 2009 : épisodes 9 à 21 de la saison 3. (13 épisodes)
5. L'Incroyable Hulk, Coffret 5 sorti le 6 avril 2009 : épisodes 22 et 23 de la saison 3 + épisodes 1 à 11 de la saison 4. (13 épisodes)
6. L'Incroyable Hulk, Coffret 6 sorti le 21 octobre 2009 : épisodes 12 à 18 de la saison 4 + l'intégrale de la saison 5 (7 épisodes). (14 épisodes)

Édition Elephant Films : l'intégrale sort le 4 décembre 2018 en 23 DVD, réalisée avec des masters restaurés en haute définition, plus dix heures de bonus, à l'identique de l'édition Blu-ray sortie le même jour en 19 disques Blu-ray chez le même éditeur.

### Blu-ray (France)
Le 28 août 2018, l'éditeur Elephant Films sort en coffret 19 disques Blu-ray l'intégrale de la série en version HD chez Priceminister en édition limitée à 300 exemplaires ainsi que sur le site de l'éditeur,.
Le 4 septembre 2018, la Fnac sort le coffret intégrale de la série en 19 disques Blu-ray en série limitée à 2000 exemplaires. Elle est réalisée avec les masters restaurés en haute définition, plus dix heures de bonus et un livret collector de 148 pages. Les trois téléfilms faits après la série ne sont pas inclus. (La série en DVD avait l'épisode « 747 » de la saison 1 uniquement en version originale sous-titrée ; sur le Blu-ray, l'épisode est disponible en VF et VOST).

### Musique
- La musique de la série, composée et dirigée par Joe Harnell, est disponible sur le CD Original Soundtrack Recording The Incredible Hulk music.
- Existe également The Film Music of Joe Harnell, un double CD reprenant des bandes originales des séries suivantes : Super Jaimie, V, L’Incroyable Hulk. Les pistes 10 à 19 du CD 1 sont consacrées à cette dernière (Main Title, Married, Growing Anger, Ricky, Suite from Prometheus Part 1 et Part 2, Suite fron Goodbye Eddie Cain, Suite from Homecoming, Suite from Married).

### Livre
- (en) Patrick A. Jankiewicz, You wouldn’t like me when I’m angry! A Hulk Companion : ouvrage consacré à la série télévisée publié en 2011, constitué de chroniques de chacun des épisodes et alimenté de nombreuses interviews. Le livre comporte également des révélations concernant un téléfilm de She Hulk inachevé et le projet d'une suite à la Mort de l’incroyable Hulk, annulé à la suite du décès de Bill Bixby, qui devait en assurer la réalisation.

### Séries d'animation
- The Marvel Superheroes : 65 épisodes de 7 minutes dont 13 sur l'incroyable Hulk produits par Grantray-Lawrence Animation, diffusés en syndication à partir de 1966.
- The Incredible Hulk : treize épisodes de 25 minutes diffusés de septembre 1982 à septembre 1984 sur NBC.
- The Incredible Hulk : 21 épisodes de 25 minutes diffusés du 8 septembre 1996 au 23 novembre 1997 sur UPN et en France sur TF1.

### Figurines
Il existe quatre figurines de Hulk et Banner faites par la société Mego + faite par des fans qui vend les figurines sur Ebay :
- deux représentant Bill Bixby en David Banner (respectivement 20 cm et 30 cm) ;
- deux représentant Lou Ferrigno en Hulk (respectivement 20 cm et 40 cm) ;

Courant novembre ou décembre 2012, sort en France une grande statue de 65 cm de Lou Ferrigno en Hulk.